# Natività mistica
La Natività mistica è un dipinto a tempera su tela (108,5x75 cm) di Sandro Botticelli, datato 1501 e conservato nella National Gallery di Londra.

## Storia
L'opera è l'unica firmata e datata da Botticelli; nonostante ciò la sua storia è piuttosto oscura. Si pensa che fosse originariamente destinata alla devozione privata di qualche famiglia nobiliare fiorentina ed è spesso citata come ultimo capolavoro dell'artista, prima di un periodo di inattività prima della morte, testimoniato anche da una lettera a Isabella d'Este del 1502. Dal punto di vista stilistico si nota una consapevole "regressione": la prospettiva è sconvolta; le figure, seppure in movimento, sono rigide, innaturali e proporzionate in modo non realistico, bensì gerarchico; i colori sono violenti mentre la linea, da fluida e sinuosa che era, si fa spezzata e nervosa.
Venne acquistata dal museo londinese nel 1848.

## Descrizione
Il titolo di Natività mistica è stato assegnato dalla critica moderna per sottolineare il complesso simbolismo della scena.

### La grotta del Sandro Botticelli
Il soggetto della tela è la natività di Cristo, interpretata come un'adorazione del Bambino da parte di Maria con Giuseppe, dei pastori e dei Magi tra cori angelici. Al centro si trova la grotta della natività, forata sul dietro per lasciar intravedere il bosco e coperta da una tettoia di paglia retta da tronchi, con il Bambino al centro su un giaciglio coperto da un telo bianco, la giganteggiante Vergine a destra e l'adorante e meditante Giuseppe a sinistra; dietro si vedono il bue e l'asinello, simboli tradizionali di ebrei e pagani che assistettero all'evento senza prendervi parte.

### Gli angeli nella metà inferiore

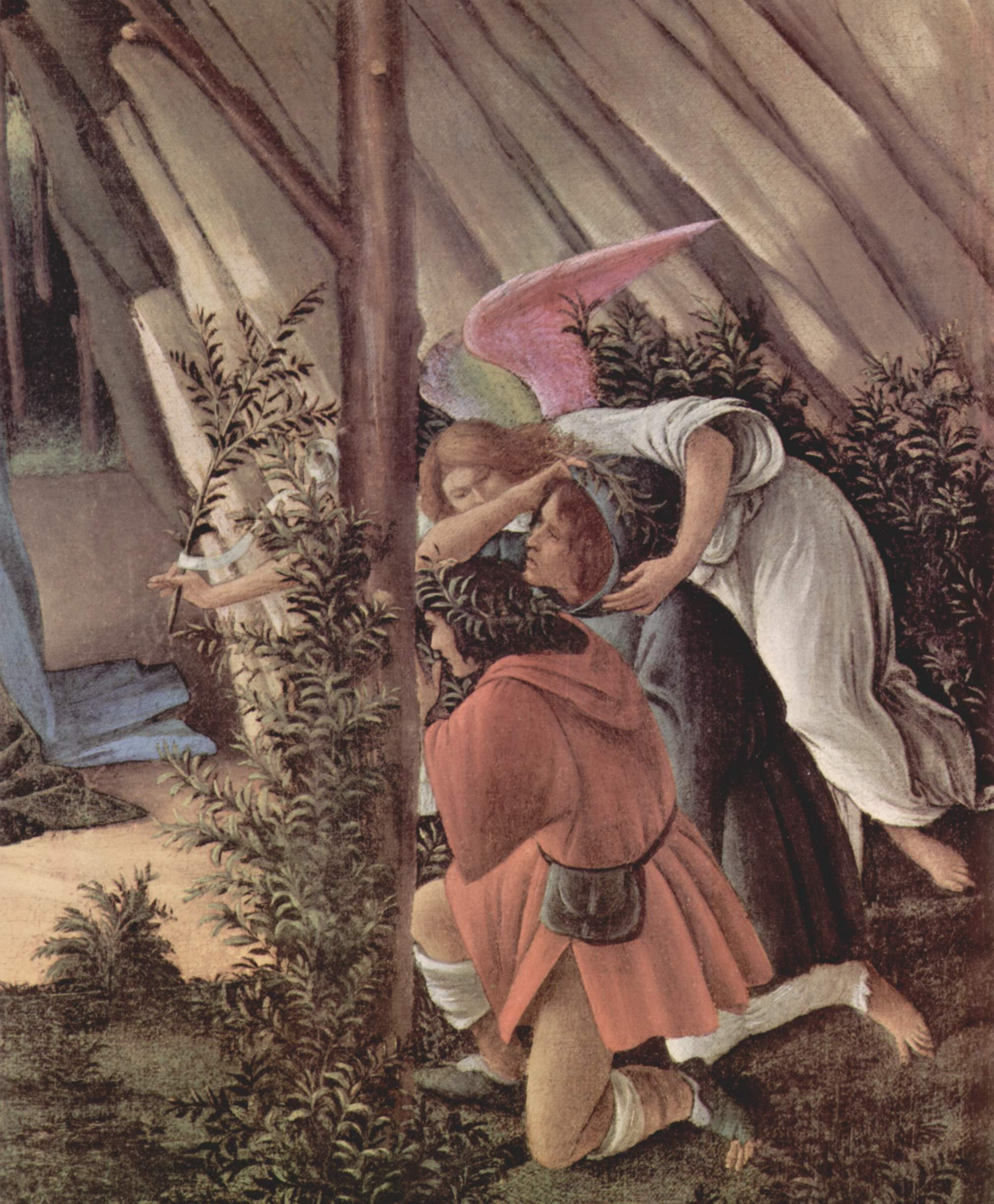
Dettaglio

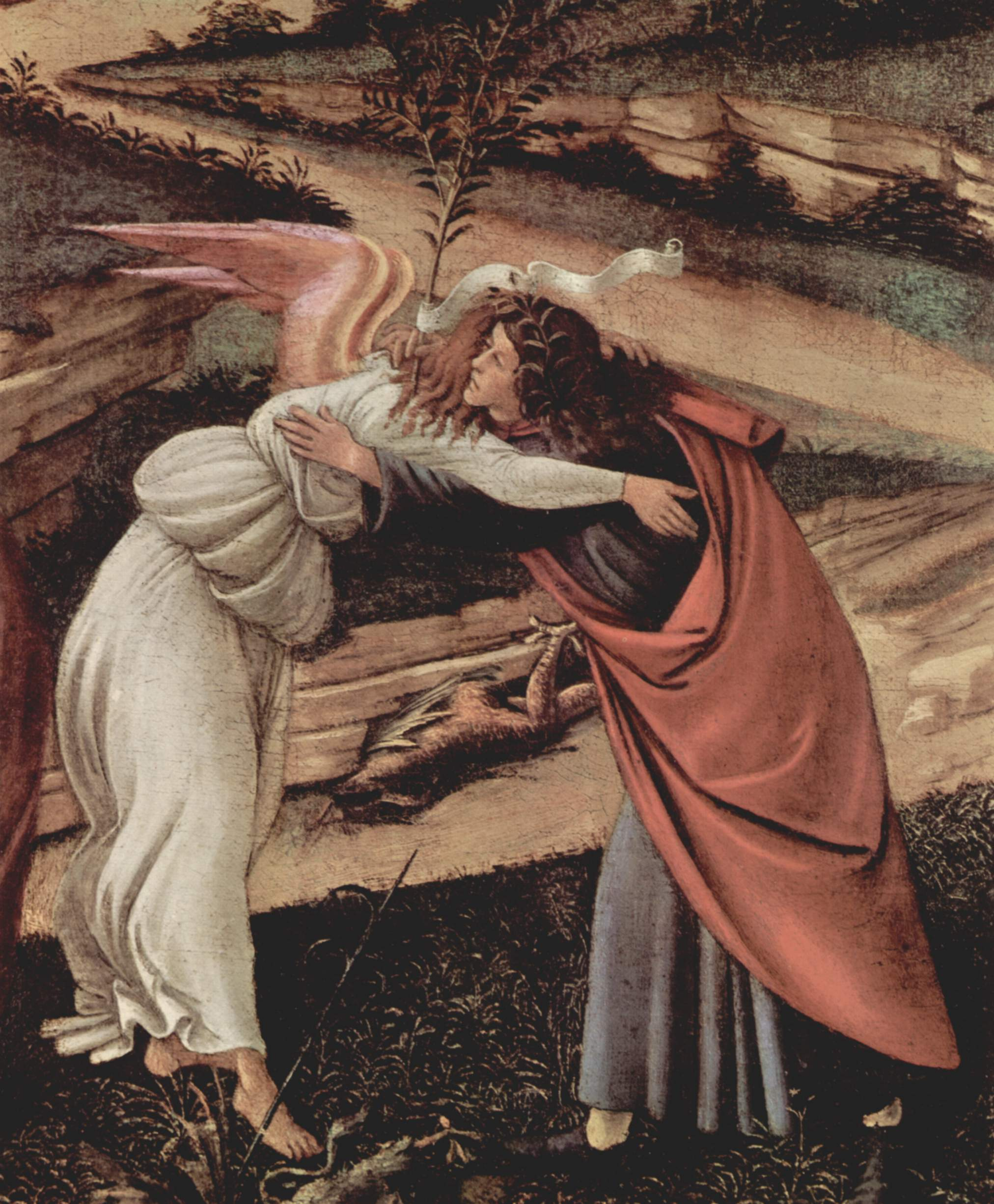
Dettaglio

Ricostruzione in modello dell'"ingegno" dell'Annunciazione di San Felice in Piazza di Brunelleschi

Il resto delle figure è disposto in maniera strettamente ritmica, generando simmetrie e andamenti che hanno la cadenza di un balletto. A sinistra un angelo vestito di rosa accompagna i tre re Magi; a destra uno vestito di bianco indica il Bambino a due pastori. Entrambi tengono in mano rami d'ulivo, simbolo di pace. In basso, ai piedi di un sentierino tra rocce scheggiate, tre gruppi mostrano l'abbraccio e il bacio di comunione tra angeli e personaggi laureati, quindi virtuosi, mentre sul terreno cinque diavoletti fuggono spaventati trafiggendosi coi loro stessi forconi e ricacciandosi nelle profondità attraverso le crepe del suolo: si tratta probabilmente di una visione profetica della liberazione dell'umanità dal male.

### Gli angeli nella metà superiore
Sopra la tettoia tre angeli, con le vesti che ricordano i colori delle tre Virtù teologali (da sinistra bianco per la Fede, rosso per la Carità e verde per la Speranza) intonano un canto reggendo un corale tra le mani. Più in alto, oltre il boschetto che circonda la grotta, fatto di slanciati alberelli disposti a semicerchio, e il cielo azzurrino, si apre un fulgido brano di paradiso, su fondo oro, dove un gruppo di dodici angeli inscena un vorticoso carosello tenendosi per mano e reggendo rametti d'ulivo a cui sono appesi nastri svolazzanti e corone. Questo fantastico girotondo venne probabilmente ispirato da una reale sacra rappresentazione messa in scena da Filippo Brunelleschi in San Felice in Piazza. Si tratta di una ricreazione dell'Annunciazione, in cui dei fanciulli stavano sospesi nel vuoto, sostenuti da una struttura dorata a forma di cupola, simulando un coro angelico. Questo tipo di rappresentazione ebbe un successo tale che venne a lungo replicata per cui non è escluso che Botticelli l'avesse potuta osservare direttamente. Il disegno conservato agli Uffizi e noto come Lunetta con tre angeli volteggianti potrebbe essere preparatorio alle tre figure di angeli cantori.

### Interpretazioni
L'opera combina il tema della nascita di Cristo con quello della sua seconda venuta, cioè il ritorno sulla Terra prima del Giudizio Universale come promesso nel Libro della Rivelazione. In quell'occasione si assisterà alla completa riconciliazione tra gli uomini e Dio, come sembrano preannunciare le figure abbracciate in primo piano. Oppure le tre coppie potrebbero indicare i mezzi per vincere la presenza del male, ovvero la fratellanza e, tramite l'esempio degli angeli, la preghiera.
Sicuramente il soggetto venne ispirato dalla situazione religiosa e politica fiorentina all'alba del nuovo secolo, memore ancora dei tragici eventi che avevano visto la calata di Carlo VIII, la cacciata di Piero de' Medici dalla signoria della città e la presa di potere del partito di Girolamo Savonarola. Botticelli in particolare dovette essere molto colpito dalla figura del frate ferrarese, e in tutte le sue opere dell'ultima fase, dagli anni ottanta in poi, si assiste a un ripiegamento verso forme sempre più drammaticamente religiose, ricche di significati escatologici e caratterizzate da convenzioni stilistiche volutamente arcaizzanti, che lasciarono sostanzialmente isolato l'artista nel panorama artistico dell'epoca.
Il pathos che si respira nel quadro è eloquente e ricorda il canto del partito savonaroliano Al vaglio, al vaglio, venite tutti quanti e con amari pianti. Non mancano però elementi della cultura umanistica, come la scritta in greco che corre lungo l'estremità superiore della tavola, che riporta la data e alcuni riferimenti alle condizioni dell'Italia in quel frangente, che vengono definite "torbide". Per molti studiosi l'iscrizione sarebbe un riferimento indiretto al Savonarola e all'avverarsi delle sue profezie catastrofiche.

## Stile
La tela è caratterizzata da colori squillanti ripetuti ritmicamente (come nelle vesti alternate degli angeli) e da una disposizione estremamente libera delle figure, ormai lontana dalla rigida geometria prospettica della cultura fiorentina del primo Quattrocento. Numerosi sono gli elementi arcaizzanti, a partire dal fondo oro, per proseguire con le proporzioni gerarchiche, che rimpiccioliscono gli angeli rispetto alla Sacra Famiglia, fino alla presenza dei cartigli legati ai rami d'ulivo.
Lo spazio invece appare notevolmente dilatato, grazie allo stratagemma di aprire un varco nella grotta e di disporre i personaggi su più piani, che aumenta il senso di profondità. Se forti sono le simmetrie e i ritmi di fondo, nel dettaglio gli atteggiamenti dei personaggi sono i più vari e creano un dinamismo che non manca mai nelle opere dell'artista. Forte è la componente visionaria, che contraddice però proprio questa attitudine a forme conservatrici, dal cui contrasto scaturisce la particolarità del dipinto.

## Simbologie
Il cerchio degli angeli rappresenta la danza della vita, simbolo di fecondità e rigenerazione spirituale. Il motivo della caverna è strettamente correlato alla missione terrena di Cristo, il Salvatore delle anime dei giusti. Alla vista del Redentore i demoni fuggono dalla superficie terrestre per rifugiarsi nell'oscurità degli Inferi. In basso, il ramoscello di olivo e l'abbraccio degli angeli simboleggiano la pace universale, che si diffonderà sulla terra dopo la venuta del Salvatore.